# Elezioni regionali in Emilia-Romagna del 2000
Le elezioni regionali italiane del 2000 in Emilia-Romagna si sono tenute il 16 aprile. Hanno visto la vittoria del presidente uscente Vasco Errani, sostenuto dal centro-sinistra, che ha sconfitto il candidato della Casa delle Libertà, Gabriele Canè. Sono state le prime del suo genere a prevedere l'elezione diretta del Presidente della giunta regionale, come previsto dalla nuova Legge Tatarella.

## Risultati
| Candidati                                                       | Candidati                                                         | Voti                                                            | %     | Liste                   | Voti      | %     | Seggi |
| --------------------------------------------------------------- | ----------------------------------------------------------------- | --------------------------------------------------------------- | ----- | ----------------------- | --------- | ----- | ----- |
|                                                                 | Vasco Errani (Centro Sinistra per l'Emilia-Romagna) ✔️ Presidente | 1 451 468                                                       | 60,28 | Democratici di Sinistra | 869 242   | 33,82 | 16    |
| Partito della Rifondazione Comunista                            | Vasco Errani (Centro Sinistra per l'Emilia-Romagna) ✔️ Presidente | 1 451 468                                                       | 60,28 | 138 464                 | 5,39      | 2     |       |
| I Democratici                                                   | Vasco Errani (Centro Sinistra per l'Emilia-Romagna) ✔️ Presidente | 1 451 468                                                       | 60,28 | 113 132                 | 4,40      | 2     |       |
| Partito Popolare Italiano - Rinnovamento Italiano               | Vasco Errani (Centro Sinistra per l'Emilia-Romagna) ✔️ Presidente | 1 451 468                                                       | 60,28 | 70 808                  | 2,75      | 1     |       |
| Federazione dei Verdi                                           | Vasco Errani (Centro Sinistra per l'Emilia-Romagna) ✔️ Presidente | 1 451 468                                                       | 60,28 | 64 005                  | 2,49      | 1     |       |
| Partito dei Comunisti Italiani                                  | Vasco Errani (Centro Sinistra per l'Emilia-Romagna) ✔️ Presidente | 1 451 468                                                       | 60,28 | 49 686                  | 1,93      | 1     |       |
| Socialisti Democratici Italiani                                 | Vasco Errani (Centro Sinistra per l'Emilia-Romagna) ✔️ Presidente | 1 451 468                                                       | 60,28 | 29 934                  | 1,16      | –     |       |
| Partito Repubblicano Italiano                                   | Vasco Errani (Centro Sinistra per l'Emilia-Romagna) ✔️ Presidente | 1 451 468                                                       | 60,28 | 21 625                  | 0,84      | –     |       |
| Unione Democratici per l'Europa                                 | Vasco Errani (Centro Sinistra per l'Emilia-Romagna) ✔️ Presidente | 1 451 468                                                       | 60,28 | 1 363                   | 0,05      | –     |       |
| Seggi assegnati alla lista regionale                            | Seggi assegnati alla lista regionale                              | Seggi assegnati alla lista regionale                            | 60,28 | 10                      |           |       |       |
|                                                                 | Gabriele Canè (Per l'Emilia-Romagna)                              | 1 036 660                                                       | 43,05 | Forza Italia            | 509 084   | 19,81 | 10    |
| Alleanza Nazionale                                              | Gabriele Canè (Per l'Emilia-Romagna)                              | 1 036 660                                                       | 43,05 | 274 420                 | 10,68     | 4     |       |
| Lega Nord                                                       | Gabriele Canè (Per l'Emilia-Romagna)                              | 1 036 660                                                       | 43,05 | 79 714                  | 3,10      | 1     |       |
| Centro Cristiano Democratico                                    | Gabriele Canè (Per l'Emilia-Romagna)                              | 1 036 660                                                       | 43,05 | 47 664                  | 1,85      | 1     |       |
| Cristiani Democratici Uniti                                     | Gabriele Canè (Per l'Emilia-Romagna)                              | 1 036 660                                                       | 43,05 | 42 548                  | 1,66      | –     |       |
| Partito Socialista - Socialdemocrazia                           | Gabriele Canè (Per l'Emilia-Romagna)                              | 1 036 660                                                       | 43,05 | 9 507                   | 0,37      | –     |       |
| Governare l'Emilia-Romagna                                      | Gabriele Canè (Per l'Emilia-Romagna)                              | 1 036 660                                                       | 43,05 | 8 094                   | 0,31      | –     |       |
| Liberal Sgarbi - I Libertari                                    | Gabriele Canè (Per l'Emilia-Romagna)                              | 1 036 660                                                       | 43,05 | 6 810                   | 0,26      | –     |       |
| Seggio assegnato al candidato presidente classificatosi secondo | Seggio assegnato al candidato presidente classificatosi secondo   | Seggio assegnato al candidato presidente classificatosi secondo | 43,05 | 1                       |           |       |       |
|                                                                 | Sergio Stanzani                                                   | 70 655                                                          | 2,93  | Lista Emma Bonino       | 62 611    | 2,44  | –     |
|                                                                 | Carlo Rasmi                                                       | 11 447                                                          | 0,48  | Azione Popolare         | 9 080     | 0,35  | –     |
| Totale                                                          | Totale                                                            | 2 407 791                                                       | 100   |                         | 2 570 230 | 100   | 50    |

## Consiglieri eletti
| Collegio           | Lista                                             | Eletto                |
| ------------------ | ------------------------------------------------- | --------------------- |
| Collegio regionale | Centro Sinistra per l'Emilia-Romagna              | Vasco Errani          |
| Collegio regionale | Centro Sinistra per l'Emilia-Romagna              | Antonio La Forgia     |
| Collegio regionale | Centro Sinistra per l'Emilia-Romagna              | Luigi Gilli           |
| Collegio regionale | Centro Sinistra per l'Emilia-Romagna              | Silvia Bartolini      |
| Collegio regionale | Centro Sinistra per l'Emilia-Romagna              | Gianluca Borghi       |
| Collegio regionale | Centro Sinistra per l'Emilia-Romagna              | Lia Amato             |
| Collegio regionale | Centro Sinistra per l'Emilia-Romagna              | Anna Majani           |
| Collegio regionale | Centro Sinistra per l'Emilia-Romagna              | Rocco Giacomino       |
| Collegio regionale | Centro Sinistra per l'Emilia-Romagna              | Luisa Babini          |
| Collegio regionale | Centro Sinistra per l'Emilia-Romagna              | Paolo Zanca           |
| Collegio regionale | Per l'Emilia-Romagna                              | Gabriele Canè         |
| Bologna            | Democratici di Sinistra                           | Armando Campagnoli    |
| Bologna            | Democratici di Sinistra                           | Franco Lorenzi        |
| Bologna            | Democratici di Sinistra                           | Ugo Mazza             |
| Bologna            | Democratici di Sinistra                           | Lamberto Cotti        |
| Bologna            | Forza Italia                                      | Fabio Garagnani       |
| Bologna            | Forza Italia                                      | Ubaldo Salomoni       |
| Bologna            | Alleanza Nazionale                                | Marcello Bignami      |
| Bologna            | I Democratici                                     | Mauro Bosi            |
| Bologna            | Partito della Rifondazione Comunista              | Leonardo Masella      |
| Bologna            | Federazione dei Verdi                             | Daniela Guerra        |
| Bologna            | Centro Cristiano Democratico                      | Cristina Marri        |
| Bologna            | Partito dei Comunisti Italiani                    | Bruno Carlo Sabbi     |
| Ferrara            | Democratici di Sinistra                           | Alfredo Bertelli      |
| Ferrara            | Forza Italia                                      | Giorgio Dragotto      |
| Ferrara            | Alleanza Nazionale                                | Alberto Balboni       |
| Forlì-Cesena       | Democratici di Sinistra                           | Daniele Alni          |
| Forlì-Cesena       | Forza Italia                                      | Antonio Nervegna      |
| Modena             | Democratici di Sinistra                           | Gian Carlo Muzzarelli |
| Modena             | Democratici di Sinistra                           | Massimo Mezzetti      |
| Modena             | Democratici di Sinistra                           | Mariangela Bastico    |
| Modena             | Forza Italia                                      | Isabella Bertolini    |
| Modena             | Alleanza Nazionale                                | Enrico Aimi           |
| Modena             | I Democratici                                     | Graziano Pini         |
| Parma              | Democratici di Sinistra                           | Giovanni Ballarini    |
| Parma              | Forza Italia                                      | Luigi Villani         |
| Parma              | Partito della Rifondazione Comunista              | Renato Del Chiappo    |
| Piacenza           | Forza Italia                                      | Antonio Agogliati     |
| Piacenza           | Democratici di Sinistra                           | Nino Beretta          |
| Piacenza           | Alleanza Nazionale                                | Pietro Tassi          |
| Piacenza           | Lega Nord                                         | Maurizio Parma        |
| Ravenna            | Democratici di Sinistra                           | Fabrizio Matteucci    |
| Ravenna            | Democratici di Sinistra                           | Guido Tampieri        |
| Ravenna            | Forza Italia                                      | Rodolfo Ridolfi       |
| Reggio Emilia      | Democratici di Sinistra                           | Livio Zanichelli      |
| Reggio Emilia      | Democratici di Sinistra                           | Gianluca Rivi         |
| Reggio Emilia      | Forza Italia                                      | Fabio Filippi         |
| Reggio Emilia      | Partito Popolare Italiano - Rinnovamento Italiano | Graziano Delrio       |
| Rimini             | Democratici di Sinistra                           | Andrea Gnassi         |
| Rimini             | Forza Italia                                      | Marco Lombardi        |